# Le Rouge idéal
Le Rouge idéal est un roman policier de l'auteur québécois Jacques Côté, publié en 2002 par les éditions Alire. Il s'agit du second volet de la saga de l'enquêteur Daniel Duval.

## Résumé
En octobre 1979, dans la ville de Québec, plus de trois ans après les terribles évènements de l'affaire Hurtubise, le lieutenant Duval de la Sûreté du Québec amorce une nouvelle enquête après un long congé de maladie. Lui et son partenaire Louis Harel doivent découvrir l'identité d'un dangereux psychopathe qui a commis une série de crimes morbides. Malgré ses lourdes séquelles permanentes, Daniel Duval veut poursuivre sa carrière.

## Personnages
- Daniel Duval : enquêteur de la Sûreté du Québec et protagoniste.
- Louis Harel : policier, partenaire de Daniel Duval, qui a survécu à son agression par Donald Hurtubise lors de sa précédente aventure.

Il y a en tout au moins 80 personnages dans ce roman.